# Ектопија сочива
Ектопија сочива је померање или неправилан положај очног сочива у односу на његову анатомску локализацију. Делимична дислокација сочива се назива сублуксација сочива а потпуна дислокација сочива се назива луксација сочива. Сочиво, које се налази иза зенице (у централном делу ока) је парни орган ока који фокусира светлост која улази у  око. Овако фокусирана светлост пролази кроз око до мрежњаче да би постала слике коју видимо. 
Ектопија сочива се обично дешава након што траума или повреда оштети око. Деца се понекад рађају са ектопијом сочива (урођена ектопија сочива) узрокована генетском мутацијом.
Ектопија сочива која погађа само једно  око назива се изолована ектопија сочива. Ектопија сочива која истовремено погађа оба ока је билатерална (обострана) ектопија сочива.
Када се дијагностикује ектопија сочива, потребно је утврдити специфичну етиологију, јер је дислокација сочива повезана са великим системским последицама и/или другим очним компликацијама, као што су глауком изазвана блокада зенице, оштећење мрежњаче и слепило.

## Етиологија
Најчешћи узроци ектопије сочива укључују: повреде ока, генетски поремећаји, нека здравствена стања.

### Повреде ока
Трауме и друге повреде које оштећују  око укључују:
- спортске повреде.

- саобраћајне незгоде.

### Генетски поремећаји
Генетски поремећаји се дешавају код мутација гене, односно каод погрешне количине генетског материјала (односно ако од једног или оба родитења пацијент  наследити мутирани ген). Неки генетски поремећаји који могу повећати ризик од развоја ектопије сочива, укључују:
- Марфанов синдром.
- Маршесанов синдром.
- Аниридија.
- Хомоцистинурија.
- Ехлер-Данлосов синдром.
- Пјер Робенов синдром.
- ретинитис пигментоса.
- Рефсумова болест.
- Акенфелд-Риегеров синдром.
- перзистентна пупиларна мембрана.

### Здравствена стања
Свако здравствено стање које оштети очи или ткиво у њима може изазвати ектопију сочива, укључујући:
- синдром псеудоексфолијације.
- хиперинсулинемија.
- сифилис.
- рак ока.

## Клиничка слика
Најзначајнији симптом ектопије сочива је смањена видна оштрина. Уобичајени поремећаји вида укључују:
- лош вид на близину због губитка акомодације,
- лош вид на даљину због астигматизма или миопије ,
- монокуларну диплопију.

Степен смањења видне оштрине варира у зависности од степена дислокације, врсте дислокације и било којих других истовремених очних дефеката. Минимална сублуксација може довести до малог или никаквог губитка видне оштрине, док поремећај зонула, доводи до повећане закривљености сочива, и може довести до лентикуларне миопије и астигматизма.

## Дијагноза

### Историја болести
Историја било које недавне трауме је од суштинске важности. Трауматска ектопија сочива се обично манифестује црвеним, болним оком као последица трауме. За атрауматичне и благо трауматичне презентације потребна је детаљна породична анамнеза. Посебно треба питати о сметњама вида, кардиоваскуларним обољењима или скелетним абнормалностима код пацијента или његове породице.

### Физички преглед
Због повезаности са вишеструким очним и системским обољењима, код сваког пацијента са ектопијом сочива неутврђене етиологије потребно је извршити комплетан физички преглед.
Очни преглед за ектопију сочива треба да се састоји од провере оштрине вида, екстерног очног прегледа, прегледа прорезном лампом, ретиноскопије и рефракције, и прегледа проширеног фундуса. Пречник рожњаче треба обавезно мерити, пошто је мегалокорнеа повезана са Марфановим синдромом. Ако је присутан астигматизам, кератометрија може помоћи да се утврди да ли је астигматизам првенствено због промена на рожњачи или је резултат измењене локације сочива. Интраокуларни притисак може бити повишен због блокаде зенице или посттрауматске рецесије угла. Преглед проширеног фундуса је неопходан јер је аблација мрежњаче могућа последица ектопије сочива 
Код млађе деце која слабије сарађују на прегледу прорезаном лампом, преглед оловком може показати дрхтање шаренице (иридодонеза) 
Системи оцењивања за ектопију сочива су предложени да олакшају и стандардизују студије, као и да омогуће комуникацију између клиничара који управљају овим пацијентима, али ниједан посебан систем оцењивања није широко прихваћен 

### Лабораторијски тестови
Ако се сумња на наследно стање, врши се одговарајућа дијагностичка и лабораторијска евалуацију (нпр. укупна концентрација хомоцистеина у плазми за хомоцистинурију и срчана евалуација за Марфанов синдром).

## Диференцијална дијагноза
Алтернативне дијагнозе које треба размотрити:
- Трауматска катаракта – она се класично формира  као звездасти задњи аксијални опацитет и обично се налази у комбинацији са ектопијом сочива.
- Псеудоексфолијациони глауком
- Дислокација интраокуларног сочива - историја операције катаракте

### Стандардна терапија
Медицински третман укључује корекцију рефракције, као и лечење било које повезане системске болести са пацијентовим интернистом или педијатром. Пошто су многе предиспонирајуће болести наследне, може бити индициковано и генетско саветовање. 
Лечење ектопије сочива зависи од тога где и колико далеко се сочиво померило, као и од евентуалних компликација. У свим случајевима, правовремена оптичка корекција је важна за превенцију амблиопијеАко дислоцирано сочиво мигрира у предњу очну комору, лечење је у почетку фармаколошко са мидријазом како би се омогућила задња миграција сочива иза шаренице. Пупиларни блок глауком треба лечити ласерском периферном иридотомијом, а повишење интраокуларног притиска треба лечити медијамнтно.
Прогресивна дислокација сочива без већих компликација традиционално се лечи конзервативно; међутим, неке студије сугеришу да би хируршка интервенција могла довести до побољшања видне оштрине. Одлука о операцији зависи од многих фактора, укључујући оштрину вида, локацију сочива, прогресивну сублуксацију сочива, непосредну тоталну дислокацију и друге.

### Хируршка терапија
Хируршко лечење ектопије сочива остаје изазов, пошто инхерентни дефекти у капсули сочива отежавају имплантацију интраокуларног сочива. Као резултат тога, многи пацијенти се лече ленсектомијом/витректомијом са оптичком рехабилитацијом помоћу контактног сочива. Индикације за ленсектомију укључују, али нису ограничене на :
- Глауком изазван сочивом
- Сочиво у предњој комори, посебно ако сочиво додирује ендотел рожњаче
- Прозирност сочива која је зрела или хиперзрела
- Доказ увеитиса изазваног сочивом
- Неадекватна оштрина вида која се не може кориговати рефракцијом
- Непосредна потпуна луксација сочива
- Одвајање мрежњаче

Постоји више хируршких техника за хируршку корекцију ектопије сочива, од којих свака има своја ограничења и повезане компликације. Технике укључују :
- Ленсектомија/витректомија са афакичним контактним сочивима или наочарима
- Интраокуларно сочиво фиксирано ирисом
- Задње интраокуларно сочиво са склералним шавом
- Имплантација ин-тхе-баг интраокуларног сочива са капсуларним затезним прстеном
- Технологија фемтосекундног ласера може помоћи у хируршком лечењу сублуксиране катаракте

## Прогноза
Прогноза ЕС  зависи од било које основне очне или системске болести, степена сублуксације и стратегије лечења. Већина пацијената са ектопијом сочива постиже најбоље кориговану оштрину вида од 20/40 или бољу 
Међутим да би се одредила прогоза ЕС потребно је спровести велика проспективна рандомизована клиничка испитивања да би се одредили дугорочни визуелни исходи у специфичним популацијама пацијената погођених ектопијом сочива.  